# تاريخ ألمانيا الاقتصادي
كانت ألمانيا قبل 1800 ريفية بشكل كبير، مع بعض المراكز التجارية الحضرية. في القرن التاسع عشر بدأت مرحلة النمو الاقتصادي السريع والتحديث، بقيادة الصناعة الثقيلة. بحلول عام 1900، كان لديها أكبر اقتصاد في أوروبا، وهو عامل لعب دوراً رئيسياً في دخولها الحرب العالمية الأولى والحرب العالمية الثانية. بعد الحرب العالمية الثانية، أصبحت ألمانيا الغربية "معجزة اقتصادية" في الخمسينات والستينات من القرن العشرين مع " فيرتشافت فاندر" ، الذي أطلقه الاقتصاد الحديث حديثًا تحت توجيهات صارمة من المستشار الألماني كونراد أديناور ووزير الاقتصاد لودفيغ إيرهارد، وبمساعدة خطة مارشال، من بين عوامل أخرى. وهو حالياً أكبر اقتصاد فردي في الاتحاد الأوروبي حيث يبلغ الناتج المحلي الإجمالي حوالي 3 تريليون دولار أمريكي.

## العصور الوسطى
تم تقسيم ألمانيا في العصور الوسطى، مستلقية على سهل شمال أوروبا المفتوح، إلى المئات من الممالك المتنافسة، والإمارات، والدوكيات / الدوقية، والأسقفيات / الأبرشيات، والمدن الحرة. الازدهار الاقتصادي لا يعني التوسع الجغرافي. تطلب التعاون مع البعض، والمنافسة مع الآخرين، والتفاهم الحميم بين الحكومة والتجارة والإنتاج. كما ولدت الرغبة في الادخار في التجربة الألمانية من عدم اليقين السياسي والعسكري والاقتصادي.

### بلدات ومدن

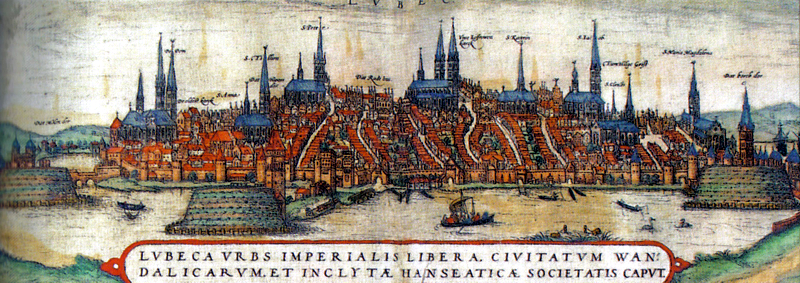
لوبيك ، القرن الخامس عشر

كان عدد سكان الأراضي الألمانية حوالي 5 أو 6 ملايين. كانت الغالبية العظمى من المزارعين، وعادة في حالة قنانة تحت سيطرة النبلاء والأديرة. بدأت بضع بلدات في الظهور. من 1100، تم إنشاء مدن جديدة حول معاقل الإمبراطورية والقلاع وقصور الأساقفة والأديرة. بدأت المدن في تأسيس حقوق وحريات البلدية (انظر قانون المدينة الألماني). أصبحت العديد من المدن مثل كولونيا مدنًا إمبراطورية حرة، والتي لم تكن تعتمد على الأمراء أو الأساقفة، ولكنها كانت تخضع للإمبراطور على الفور. كانت المدن يحكمها الأرستقراطيون (التجار الذين يحملون التجارة البعيدة). قام الحرفيون بتشكيل نقابات تحكمها قواعد صارمة تسعى إلى السيطرة على المدن. عدد قليل مفتوح على النساء. تم تقسيم المجتمع إلى فئات محددة بشكل حاد: رجال الدين والأطباء والتجار ونقابات مختلفة من الحرفيين. المواطنة الكاملة لم تكن متاحة للفقراء. نشأت التوترات السياسية من قضايا الضرائب، والإنفاق العام، وتنظيم الأعمال، والإشراف على السوق، وكذلك حدود استقلالية الشركات. وضع موقع كولونيا المركزي على نهر الراين عند تقاطع الطرق التجارية الرئيسية بين الشرق والغرب وكان أساس نمو كولونيا. اتسمت الهياكل الاقتصادية في العصور الوسطى وأوائل كولونيا الحديثة بوضع المدينة كميناء رئيسي ومركز نقل على نهر الراين. كانت محكومة من قبل البرغر.

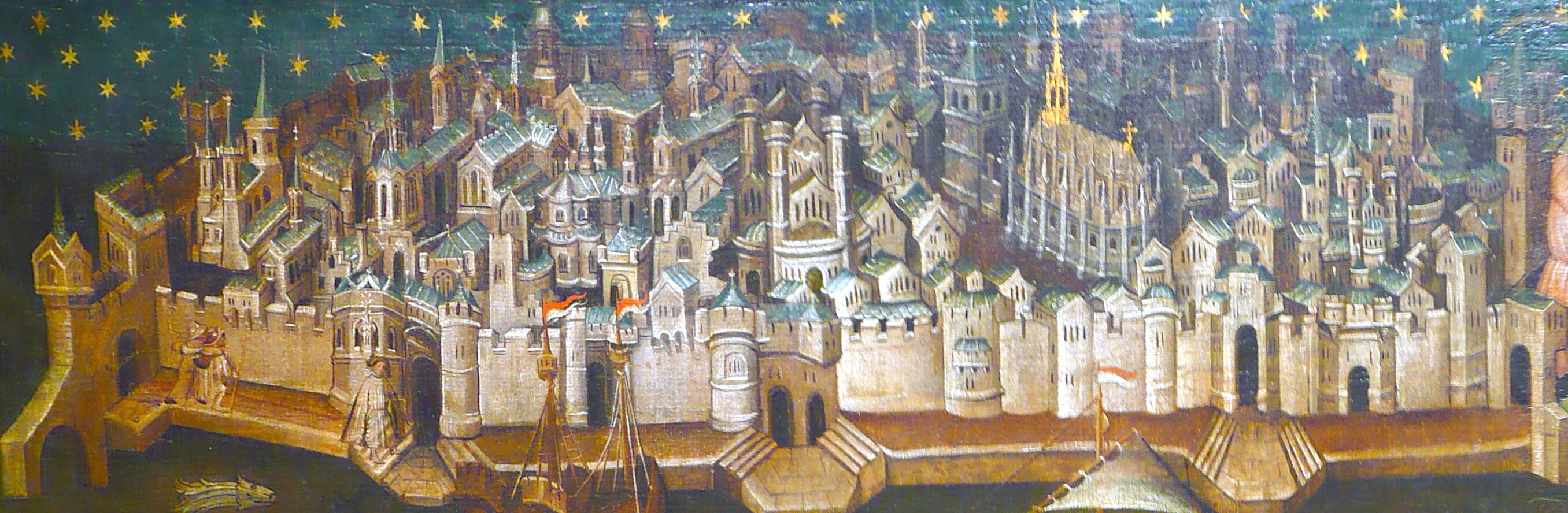
كولون حول 1411

### الهانزية دوري
كثفت التجارة البعيدة في بحر البلطيق، حيث اجتمعت المدن التجارية الكبرى في الرابطة الهانزية تحت قيادة لوبيك.

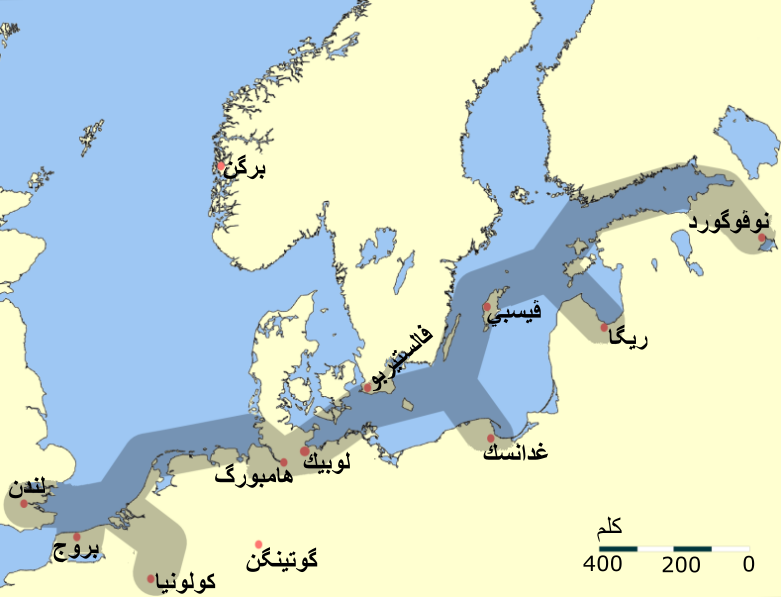
الطرق التجارية الرئيسية للرابطة الهانزية

كان اتحادًا تجاريًا للمدن التجارية ونقاباتها التي كانت تهيمن على التجارة على طول ساحل شمال أوروبا وازدهرت من 1200 إلى 1500، واستمرت بأهمية أقل بعد ذلك. كانت المدن الرئيسية في كولونيا على نهر الراين وهامبورغ وبريمن على بحر الشمال، ولوبيك على بحر البلطيق.
كان لكل من المدن الهانزية نظامها القانوني الخاص بها ودرجة من الاستقلالية السياسية.

## العصر الحديث المبكر

### حرب الثلاثين عاما
كانت حرب الثلاثين عاما (1618-1648) مدمرة لعشرين مليون مدني وعطل الاقتصاد لأجيال، حيث أحرقت الجيوش المغيرة ودمرت ما لم يكن بوسعها الاستيلاء عليه. كان القتال في الغالب خارج السيطرة، حيث كانت العصابات الغاضبة من مئات أو آلاف الجنود الجائعين تنشر الطاعون والنهب والقتل. انتقلت الجيوش التي كانت تحت السيطرة ذهابًا وإيابًا عبر الريف سنة تلو الأخرى، فرضت ضرائب باهظة على المدن، واستولت على الحيوانات ومخزونات الطعام من الفلاحين دون مقابل. تسبب الانهيار الاجتماعي الهائل على مدى ثلاثة عقود في حدوث انخفاض هائل في عدد السكان بسبب عمليات القتل والأمراض وفشل المحاصيل وانخفاض معدلات المواليد والتدمير العشوائي وهجرة الأشخاص المرعوبين. يظهر أحد التقديرات انخفاضًا بنسبة 38٪ من 16 مليون شخص في عام 1618 إلى 10 ملايين بحلول عام 1650، في حين يظهر آخر «فقط» انخفاضًا بنسبة 20٪ من 20 مليون إلى 16 مليون. مناطق ألتمارك وفورتمبيرغ كانت الأكثر تضررا بشكل خاص. استغرق الأمر لألمانيا أن يتعافى تماما.
وفقا لجون جاجلياردو، استغرقت فترة الانتعاش حوالي خمسين عاما حتى نهاية القرن، وبحلول القرن الثامن عشر. في ذلك الوقت، ربما كانت ألمانيا قد وصلت إلى سكان ما قبل الحرب (على الرغم من أن هذا هو المتنازع عليها). ثم، كانت هناك فترة من النمو المطرد بطيء إلى 1740s. بعد ذلك جاءت فترة من التوسع الاقتصادي السريع ولكن ليس الاستثنائي، والذي حدث بشكل رئيسي في الولايات الكبرى في الشرق (النمسا، وسكسونيا، وبروسيا) وليس في الولايات الصغيرة في وسط ألمانيا أو جنوبها.

### الفلاحين والحياة الريفية
استمر الفلاحون في تمركز حياتهم في القرية، حيث كانوا أعضاء في هيئة اعتبارية ويساعدون في إدارة موارد المجتمع ومراقبة الحياة المجتمعية. في جميع أنحاء ألمانيا وخاصة في الشرق، كانوا أقنان مرتبطين بشكل دائم بقطع الأرض. في معظم ألمانيا، تم التعامل مع الزراعة من قبل المزارعين المستأجرين الذين دفعوا الإيجارات والخدمات الإلزامية إلى المالك، الذي كان عادة النبيل. أشرف قادة الفلاحين على الحقول والخنادق وحقوق الرعي، وحافظوا على النظام العام والأخلاق، وأيدوا محكمة قروية تعاملت مع جرائم بسيطة. داخل العائلة اتخذ البطريرك كل القرارات، وحاول ترتيب زواج مفيد لأطفاله. تركزت معظم الحياة المجتمعية في القرى حول الخدمات الكنسية والأعياد المقدسة. في بروسيا، اجتذب الفلاحون الكثير لاختيار التجنيد الإلزامي المطلوب من قبل الجيش. تعامل النبلاء مع العلاقات الخارجية والسياسة للقرى الواقعة تحت سيطرتهم، ولم يشاركوا عادة في الأنشطة أو القرارات اليومية.
جاء تحرير العبيد في 1770-1830، بدءا من وقتها الدنماركي شليسفيغ عام 1780. ألغت بروسيا القنانة مع مرسوم أكتوبر من عام 1807، الذي رفع من المستوى القانوني الشخصي للفلاحين وأعطاهم الفرصة لشراء جزء من الأراضي التي كانوا يعملون بها. يمكنهم أيضا بيع الأراضي التي يملكونها بالفعل. وطبق المرسوم على جميع الفلاحين الذين كانت حيازاتهم فوق حجم معين، وشملت أراضي التاج والعقارات النبيلة. تم تحرير الفلاحين من واجب الخدمات الشخصية للرب والمستحقات السنوية. تم إنشاء بنك بحيث يستطيع مالك الأرض اقتراض الأموال الحكومية لشراء الأراضي من الفلاحين (لم يُسمح للفلاحين باستخدامها لاقتراض المال لشراء الأراضي حتى عام 1850). وكانت النتيجة أن كبار ملاك الأراضي حصلوا على عقارات أكبر، وأصبح العديد من الفلاحين مستأجرين لا أرض لهم، أو انتقلوا إلى المدن أو إلى أمريكا. قلدت الولايات الألمانية الأخرى بروسيا بعد عام 1815. في تناقض حاد مع العنف الذي ميز الإصلاح الزراعي في الثورة الفرنسية، عالجته ألمانيا بسلام. في شليسفيج، لعب الفلاحون، الذين تأثروا بتنوير التنوير، دوراً نشطاً. في مكان آخر كانوا سلبيين إلى حد كبير. في الواقع، بالنسبة لمعظم الفلاحين، استمرت العادات والتقاليد دون تغيير إلى حد كبير، بما في ذلك العادات القديمة للاحترام للنبلاء الذين بقيت سلطتهم القانونية قوية للغاية على القرويين. على الرغم من أن الفلاحين لم يعودوا مرتبطين بنفس الأرض مثل العبيد، فإن العلاقة الأبوية القديمة في شرق بروسيا استمرت حتى القرن العشرين.

## ثورة صناعية
قبل 1850 تخلفت ألمانيا وراء القادة في التنمية الصناعية، بريطانيا وفرنسا وبلجيكا. ومع ذلك، فإن البلاد لديها أصول كبيرة: قوة عاملة عالية المهارة، ونظام تعليمي جيد، وأخلاقيات عمل قوية، ومستويات معيشة جيدة، واستراتيجية حمائية سليمة تستند إلى الاتحاد الجمركي الألماني. بحلول منتصف القرن، كانت الولايات الألمانية تتلاحق، وبحلول عام 1900 كانت ألمانيا رائدة على مستوى العالم في التصنيع، إلى جانب بريطانيا والولايات المتحدة. في عام 1800، كان هيكل ألمانيا الاجتماعي غير ملائم لأي نوع من التنمية الاجتماعية أو الصناعية. أنتجت الهيمنة بتحديث فرنسا خلال عصر الثورة الفرنسية (1790 إلى 1815) إصلاحات مؤسسية مهمة، بما في ذلك إلغاء القيود الإقطاعية على بيع العقارات الكبيرة، والحد من قوة النقابات في المدن، والمقدمة قانون تجاري جديد وأكثر كفاءة. ومع ذلك، ظلت التقليدية قوية في معظم أنحاء ألمانيا. حتى منتصف القرن، كان لدى النقابات، والطبقة الارستقراطية، والكنائس، والبيروقراطيات الحكومية الكثير من القواعد والقيود التي كانت تراعي روح المبادرة في المشاريع، ولم تعطها الفرصة الكافية للتطور.
من ثلاثينيات وثلاثينيات القرن التاسع عشر، أعادت بروسيا وساكسونيا وغيرها من الولايات تنظيم الزراعة، وأدخلت بنجر السكر واللفت والبطاطا، مما أدى إلى ارتفاع مستوى إنتاج الغذاء الذي مكن السكان الريفيين الفائزين من الانتقال إلى المناطق الصناعية. جاءت بداية الثورة الصناعية في ألمانيا في صناعة النسيج، وتم تسهيلها من خلال إزالة الحواجز الجمركية من خلال الاتحاد الجمركي الألماني، ابتداء من عام 1834. جاءت مرحلة الإقلاع من التنمية الاقتصادية مع ثورة السكك الحديدية في أربعينيات القرن التاسع عشر، والتي فتحت أسواق جديدة للمنتجات المحلية، وأنشأت مجموعة من المديرين المتوسطين، وزادت الطلب على المهندسين والمهندسين المعماريين والماكينين المهرة، وحفزت الاستثمارات في الفحم والحديد. كانت القرارات السياسية المتعلقة باقتصاد بروسيا (وبعد عام 1871، كل ألمانيا) تخضع إلى حد كبير لسيطرة تحالف «الجاودار والحديد»، أي ملاك الأراضي في يونكر في الشرق والصناعات الثقيلة في الغرب.

### المناطق
كانت معظم الولايات الألمانية الشمالية أكثر ثراءً في الموارد الطبيعية من الولايات الجنوبية. كان لديهم مساحات زراعية شاسعة من شليسفيغ هولشتاين في الغرب من خلال بروسيا في الشرق. لديهم أيضا الفحم والحديد في وادي الرور. من خلال ممارسة البكورة، على نطاق واسع في شمال ألمانيا، نمت العقارات الكبيرة والثروات. وكذلك العلاقات الوثيقة بين المالكين والحكومات المحلية والوطنية.
كانت ولايات جنوب ألمانيا فقيرة نسبياً في الموارد الطبيعية، ولذلك كان الألمان ينخرطون أكثر في المؤسسات الاقتصادية الصغيرة. كما لم يكن لديهم أي قاعدة للولادة، لكنهم قسموا الأرض بين العديد من النسل، مما دفع هؤلاء الأبناء إلى البقاء في مدنهم الأصلية ولكنهم غير قادرين بشكل كامل على إعالة أنفسهم من طرودهم الصغيرة من الأرض. ولذلك، عززت ولايات جنوب ألمانيا الصناعات المنزلية، والحرف اليدوية، وروحًا أكثر استقلالية واعتمادًا على الذات أقل ارتباطًا بالحكومة.

### فحم

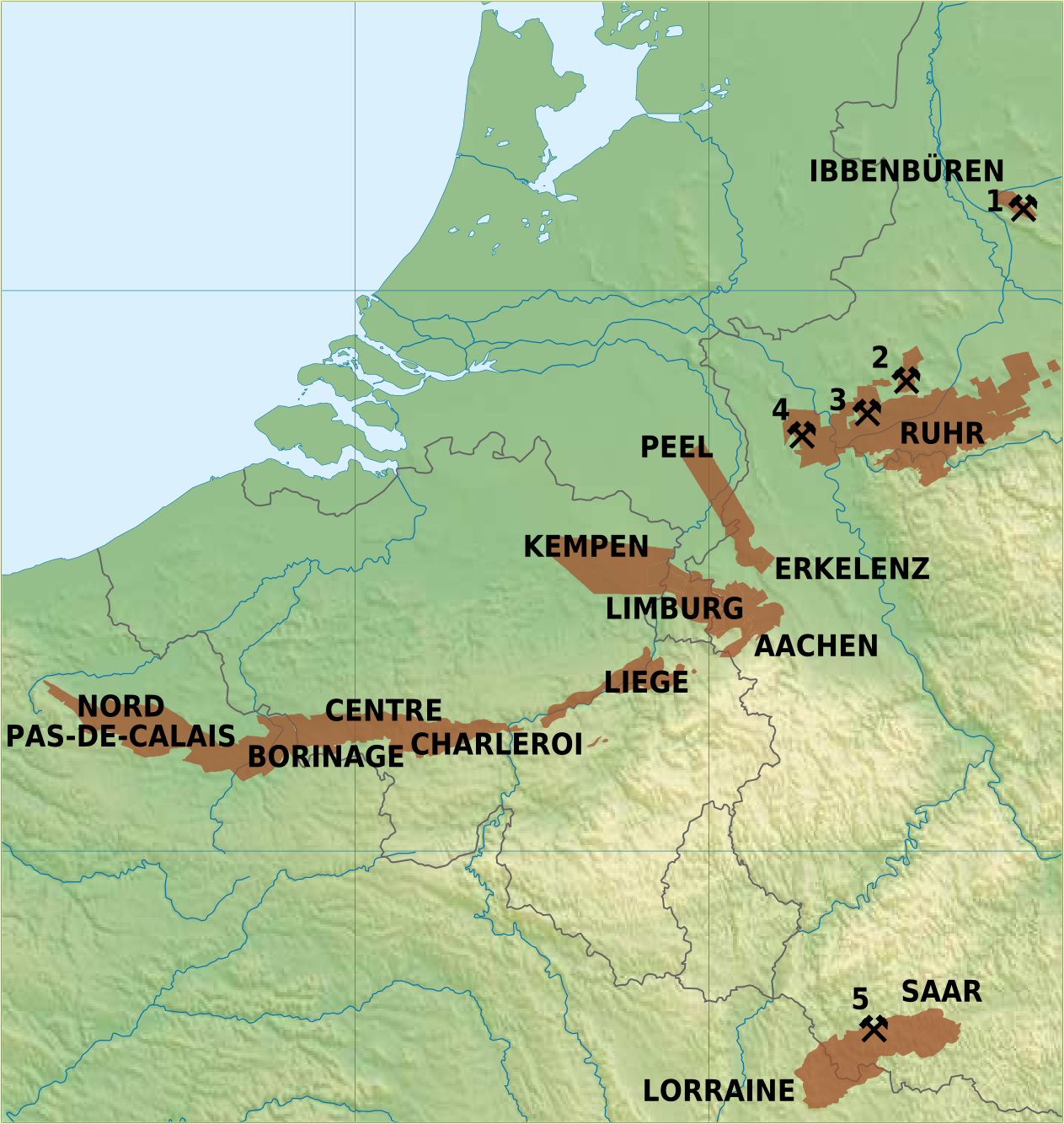
حقول الفحم التاريخية لألمانيا الغربية وبلجيكا وهولندا وفرنسا الشمالية

ظهرت أول مناجم مهمة في الخمسينيات من القرن الثامن عشر، في أودية أنهار الرور، حيث تفرغ طبقات الفحم، وكان التعدين الأفقي للتعريف ممكنًا. في عام 1782 بدأت عائلة كروب عملياتها بالقرب من إسن (ألمانيا) . وبعد عام 1815، استفاد رواد الأعمال في منطقة الرور، التي أصبحت بعد ذلك جزءاً من بروسيا، من منطقة التعريفة (الاتحاد الجمركي الألماني) لفتح مناجم جديدة وماصات الحديد المصاحبة. بنيت السكك الحديدية الجديدة من قبل المهندسين البريطانيين حوالي عام 1850. نشأت العديد من المراكز الصناعية الصغيرة، وركزت على أعمال الحديد، باستخدام الفحم المحلي. اشترت أعمال الحديد والصلب عادةً مناجم وأفران فحم تشكيلي لتوفير متطلباتها الخاصة في فحم الكوك والغاز. أصبحت شركات الحديد والفحم المتكاملة («الألغام المقصورة») عديدة بعد عام 1854 ؛ بعد عام 1900 أصبحوا شركات مختلطة تسمى «مشروع قانون كوخ».
كان إنتاج منجم عادي في عام 1850 حوالي 8500 طن قصير. توظيفها حوالي 64. وبحلول عام 1900، ارتفع هذا الناتج إلى 280.000 وظيفة، إلى حوالي 1400. ارتفع إجمالي إنتاج الفحم الرور من 2.0 مليون طن قصير في عام 1850 إلى 22 في عام 1880، و 60 في عام 1900، و 114 في عام 1913، على شفا الحرب. في عام 1932 انخفض الإنتاج إلى 73 مليون طن قصير، ليبلغ 130 عام 1940. بلغ ذروته في عام 1957 (عند 123 مليون)، وانخفض إلى 78 مليون طن قصير في عام 1974. بحلول نهاية عام 2010، كانت خمسة مناجم الفحم فقط تنتج في ألمانيا.
تم تقسيم عمال المناجم في منطقة الرور حسب العرق (الألمان والبولنديين) والدين (البروتستانت والكاثوليك). كان التنقل داخل وخارج معسكرات التعدين للمناطق الصناعية القريبة مرتفعًا. انقسم عمال المناجم إلى عدة نقابات، مع انتمائهم إلى حزب سياسي. ونتيجة لذلك، تنافس الاتحاد الاشتراكي (المنتمي إلى الحزب الديمقراطي الاجتماعي) مع النقابات الكاثوليكية والشيوعية حتى عام 1933، عندما تولى النازيون السيطرة عليهم جميعًا. بعد عام 1945 جاء الاشتراكيون إلى الواجهة.

### البنوك والكارتلات
لعبت البنوك الألمانية أدوارا مركزية في تمويل الصناعة الألمانية. شكلت البنوك المختلفة كارتيلات في صناعات مختلفة. تم قبول عقود الكارتلات باعتبارها قانونية وملزمة من قبل المحاكم الألمانية على الرغم من أنها كانت غير قانونية في بريطانيا والولايات المتحدة.
بدأت عملية الكارتلات ببطء، لكن حركة الكارتل ترسخ بعد عام 1873 في الكساد الاقتصادي الذي أعقب فقاعة المضاربة في مرحلة ما بعد التأسيس. بدأت في الصناعة الثقيلة وانتشرت في جميع أنحاء الصناعات الأخرى. بحلول عام 1900 كانت هناك 275 كارتل قيد التشغيل؛ بحلول عام 1908، أكثر من 500. حسب بعض التقديرات، قد تكون ترتيبات كارتل مختلفة قد عدت بالآلاف في أوقات مختلفة، لكن العديد من الشركات الألمانية بقيت خارج الكارتلات لأنها لا ترحب بالقيود المفروضة على العضوية.
لعبت الحكومة دورا قويا في تصنيع الإمبراطورية الألمانية التي أسسها أوتو فون بسمارك في عام 1871 خلال فترة عرفت باسم الثورة الصناعية الثانية. لم يكن يدعم الصناعة الثقيلة فحسب، بل أيضا الحرف والحرف لأنه أراد الحفاظ على الرخاء في جميع أنحاء الإمبراطورية. وحتى في الحالات التي لا تتصرف فيها الحكومة الوطنية، فقد دعمت الحكومات الإقليمية والمحلية ذات الاستقلالية العالية صناعاتها الخاصة. حاولت كل ولاية أن تكون مكتفية ذاتيا قدر الإمكان. كما أدت بداية التصنيع السريع إلى فترة «التكامل»، في الاستثمار الأجنبي المباشر الذي قامت به الشركات الألمانية. وكان من بين التبريرات الرئيسية التنافس المتزايد بين الشركات المحلية، لا سيما في الصناعات الناشئة حديثًا.
بنيت بسمارك على تقاليد برامج الرعاية الاجتماعية في بروسيا وسكسونيا التي بدأت في وقت مبكر في 1840s. في عام 1880 قدم معاشات الشيخوخة، التأمين ضد الحوادث، الرعاية الطبية والتأمين ضد البطالة التي شكلت أساس دولة الرفاهية الأوروبية الحديثة. وفازت برامجه الأبوية بدعم الصناعة الألمانية لأن أهدافها كانت كسب دعم الطبقات العاملة للإمبراطورية والحد من تدفق المهاجرين إلى أمريكا، حيث كانت الأجور أعلى، ولكن لم تكن الرعاية الاجتماعية موجودة. كما فاز بسمارك بدعم كل من الصناعة والعمال المهرة من خلال سياساته التعريفية المرتفعة، والتي حمت الأرباح والأجور من المنافسة الأمريكية، على الرغم من أنها أغرت المثقفين الليبراليين الذين أرادوا التجارة الحرة.

### السكك الحديدية
أدى التشرذم السياسي لثلاثين ولاية ووجود نزعة محافظة إلى صعوبة بناء السكك الحديدية في ثلاثينيات القرن التاسع عشر. ومع ذلك، وبحلول الأربعينيات من القرن التاسع عشر، ربطت الخطوط الجذابة المدن الرئيسية ؛ كانت كل دولة ألمانية مسؤولة عن الخطوط داخل حدودها. لخص الاقتصادي فريدريست ليست المزايا التي يمكن الحصول عليها من تطوير نظام السكك الحديدية في عام 1841:
- كوسيلة للدفاع الوطني، فإنه يسهل تركيز وتوزيع وتوجيه الجيش.
- إنها وسيلة لتحسين ثقافة الأمة ... فهو يجلب المواهب والمعرفة والمهارة من أي نوع بسهولة إلى السوق.
- إنه يؤمن المجتمع ضد الندرة والمجاعة، وضد التقلبات المفرطة في أسعار ضرورات الحياة.
- إنه يعزز روح الأمة ، حيث أن لديها ميل لتدمير الروح الفلسطينية الناشئة عن العزلة والتحيز والإهانة على مستوى المقاطعات. فهو يربط الدول بالأربطة ، ويعزز تبادل الغذاء والسلع ، مما يجعله يشعر بأنه وحدة. تصبح القضبان الحديدية نظامًا عصبيًا ، من جهة ، يعزز الرأي العام ، ومن ناحية أخرى يقوي سلطة الدولة لأغراض الشرطة والأغراض الحكومية.[26]

وبسبب افتقار الألمان لقاعدة تكنولوجية في البداية ، استوردوا الهندسة والأجهزة من بريطانيا ، ولكنهم تعلموا بسرعة المهارات اللازمة لتشغيل وتوسيع السكك الحديدية. في العديد من المدن ، كانت متاجر السكك الحديدية الجديدة مراكز للتوعية والتدريب التقني ، بحيث أنه بحلول عام 1850، كانت ألمانيا مكتفية ذاتيا في تلبية متطلبات بناء السكك الحديدية ، وكانت السكك الحديدية قوة دفع رئيسية لنمو صناعة الصلب الجديدة. . وجد المراقبون أنه حتى وقت متأخر من عام 1890، كانت هندستهم أقل جودة من هندسة بريطانيا. ومع ذلك ، حفز توحيد ألمانيا عام 1870 على الاندماج والتأميم في الشركات المملوكة للدولة وزيادة النمو السريع. على عكس الوضع في فرنسا ، كان الهدف هو دعم التصنيع ، وقطعت خطوط ثقيلة عبر منطقة الرور ومناطق صناعية أخرى ، ووفرت روابط جيدة للموانئ الرئيسية في هامبورغ وبريمن. وبحلول عام 1880، كان لدى ألمانيا 9400 قاطرة تسحب 43 ألف مسافر و 30 ألف طن من الشحن ، وتسبقها فرنسا.

### الزراعة
يجادل بيركنز (1981) بأن الأهم من تعريفة بسمارك الجديدة على الحبوب المستوردة هو إدخال بنجر السكر كمحصول أساسي. تخلى المزارعون بسرعة عن الممارسات التقليدية غير الفعالة للطرق الحديثة الحديثة ، بما في ذلك استخدام الأسمدة الجديدة والأدوات الجديدة. جعلت المعرفة والأدوات المكتسبة من الزراعة المكثفة للسكر والمحاصيل الجذرية الأخرى من ألمانيا المنتج الزراعي الأكثر كفاءة في أوروبا بحلول عام 1914. ومع ذلك ، كانت المزارع صغيرة الحجم ، وكانت المرأة تقوم بالكثير من العمل الميداني. وكانت النتيجة غير المقصودة زيادة الاعتماد على العمال المهاجرين ، وخاصة من المقاطعات البولندية في ألمانيا.

### مواد كيميائية

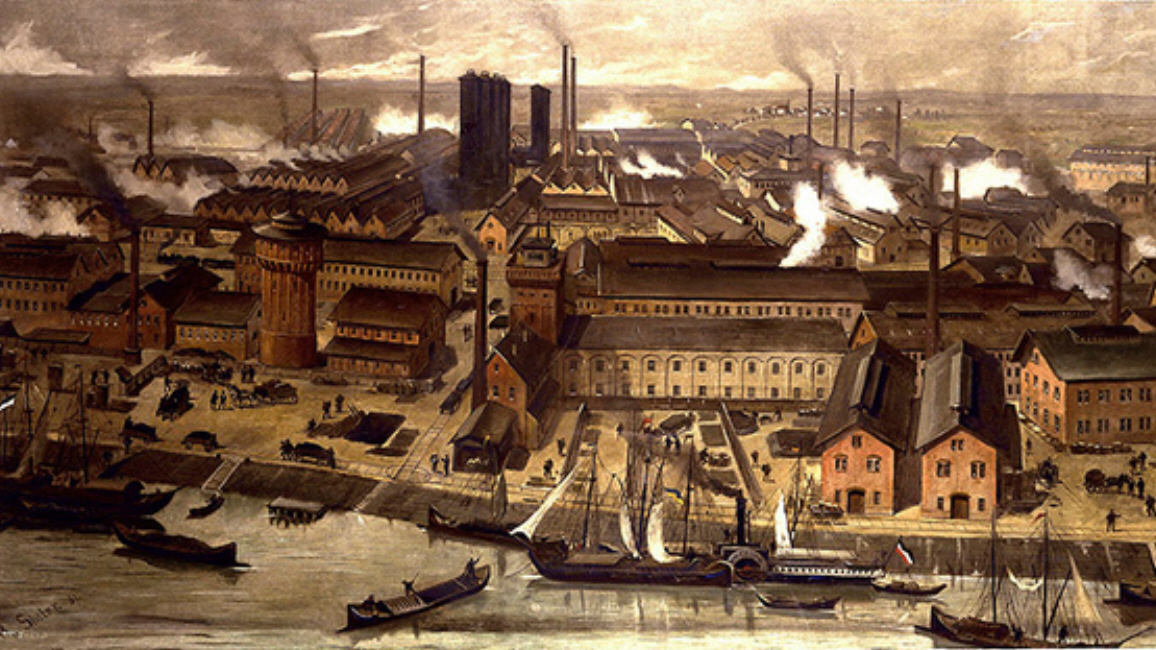
المصانع الكيميائية BASF في لودفيغسهافن ، ألمانيا ، 1881

استمر الاقتصاد في التصنيع والتحضر ، حيث أصبحت الصناعة الثقيلة (الفحم والصلب خاصة) مهمة في الرور ، ونمو التصنيع في المدن ، والرور ، وسيليسيا. استناداً إلى ريادتها في الأبحاث الكيميائية في الجامعات والمختبرات الصناعية ، أصبحت ألمانيا مهيمنة في صناعة الكيماويات في العالم في أواخر القرن التاسع عشر. قادت الشركات الكبيرة مثل باسف وباير الطريق في إنتاج وتوزيع الأصباغ الصناعية والمستحضرات الصيدلانية خلال عصر القيصرية ، مما أدى إلى احتكار ألمانيا لسوق المواد الكيميائية العالمية بنسبة 90 في المائة من الحصة الكاملة من الأحجام الدولية للتجارة في المنتجات الكيماوية. بحلول عام 1914.
أصبحت ألمانيا الدولة الرائدة في إنتاج الصلب في أوروبا في أواخر القرن التاسع عشر ، ويرجع الفضل في جزء كبير منها إلى الحماية من المنافسة الأمريكية والبريطانية التي توفرها التعريفات الجمركية والكارتلات. كانت الشركة الرائدة هي "Friedrich Krupp AG Hoesch-Krupp" التي تديرها عائلة كروب. تأسس «الاتحاد الألماني للصلب» في عام 1874.

### الاستثمار الأجنبي المباشر
يربط نهاية القرن التاسع عشر وبداية القرن العشرين بوقت التوسع في الطلب ونمو الطاقة الإنتاجية وصعود الصادرات إلى ألمانيا. وقد حفز هذا بدوره على الاستثمار الأجنبي المباشر (FDI) في الاقتصاد. تم اختيار عشرة بلدان كأكبر المستثمرين ، وهي: النمسا-المجر، المملكة المتحدة ، تليها فرنسا ، الولايات المتحدة الأمريكية ، إيطاليا ، روسيا ، بولندا (كانت جزءًا من الإمبراطوريات المجاورة)، سويسرا ، هولندا ، وتشيكوسلوفاكيا (كجزء من النمسا- اليونان). وكان هدفهم هو الحصول على الاستثمار الأجنبي المباشر والحصول على المواد الخام، والانخراط في الإنتاج والمبيعات. كانت الطرق المفضلة للاستثمارات تتم عبر حصص الأسهم وعمليات الدمج والاستثمارات في الجرينفيلد . من أجل تنفيذ تحليل وجهة الاستثمار الأجنبي المباشر خلال هذا الإطار الزمني ، يستخدم في الغالب نموذج رأس المال المعرفي بسبب الدور السائد للاستثمارات الأفقية (أو الاستثمار الأجنبي المباشر الموجه نحو السوق). علاوة على ذلك ، وجد بعض الأدلة على هيكل الاستثمار الرأسي (المعروف باسم الاستثمار الأجنبي المباشر المدفوع بالتكلفة). ولكي نكون أكثر دقة ، عندما يكون هناك اختلاف في الأجور بين البلدان ، تكون تدفقات الاستثمار الأجنبي المباشر أعلى من تدفقات الأجور المنخفضة. وكانت العوامل الرئيسية التي أثرت على الاستثمار الأجنبي المباشر هي بيئة السوق (مثل التعريفات وفتح الأسواق) وحجم الشركة. ومن المثير للاهتمام أن الاختلافات الثقافية أو المسافة بين البلدان لم يكن لها تأثير كبير على الاستثمار الأجنبي المباشر.

## القرن ال 20
تم تصميم دمج أربع شركات كبرى في (أعمال الصلب المتحدة) في عام 1926 على غرار شركة يو اس ستيل في الولايات المتحدة. وكان الهدف هو تجاوز حدود نظام الكارتل القديم من خلال دمج التقدم في آن واحد داخل شركة واحدة. وأكدت الشركة الجديدة على ترشيد الهياكل الإدارية وتحديث التكنولوجيا ؛ فقد استخدم هيكلًا متعدد الأقسام واستخدم عائد الاستثمار كمقياس للنجاح.
بحلول عام 1913، سيطرت الصادرات الأمريكية والألمانية على سوق الفولاذ العالمي ، حيث تراجعت بريطانيا إلى المركز الثالث.
في الآلات والحديد والصلب وغيرها من الصناعات ، تجنبت الشركات الألمانية منافسة حادة ، واعتمدت بدلاً من ذلك على الجمعيات التجارية. كانت ألمانيا رائدة على مستوى العالم بسبب «عقلية الشركات» السائدة ، وتقاليدها البيروقراطية القوية ، وتشجيع الحكومة. تنظم هذه الجمعيات المنافسة وسمحت للشركات الصغيرة بالعمل في ظل شركات أكبر بكثير.

### الحرب العالمية الأولى
بشكل غير متوقع سقطت ألمانيا في الحرب العالمية الأولى (1914-1918). انها حشدت بسرعة اقتصادها المدني للجهد الحربي. عانى الاقتصاد في ظل الحصار البريطاني ، الذي قطع الإمدادات.
استنكر الاقتصادي البريطاني جون ماينارد كينز معاهدة فرساي عام 1919 مدمرة للازدهار الألماني والعالمي. في كتابه «العواقب الاقتصادية للسلام» . وقال كينز إن المعاهدة هي «سلام قرطاجي»، وهي محاولة مضللة لتدمير ألمانيا نيابة عن الانتقام الفرنسي ، بدلا من اتباع المبادئ الأكثر إنصافا من أجل سلام دائم حددته النقاط الأربع عشرة للرئيس وودرو ويلسون، والتي كانت ألمانيا قد قبلتها. الهدنة. وجادل كينز بأن المبالغ التي طُلبت من ألمانيا فيما يتعلق بالتعويضات كانت أكثر من مرة أكثر مما كان يمكن لألمانيا أن تدفعه ، وأن هذه المبالغ ستؤدي إلى عدم استقرار شديد. تنازع الخبير الاقتصادي الفرنسي إتيان مانتو هذا التحليل في «السلام القرطاجي»، أو العواقب الاقتصادية للسيد كينز (1946). وفي الآونة الأخيرة ، جادل الاقتصاديون بأن تقييد ألمانيا لجيش صغير في عشرينيات القرن العشرين قد أنقذها من أموال كثيرة يمكنها تحمل دفع التعويضات.
في الواقع ، كانت مجموع المدفوعات الألمانية التي تم دفعها بالفعل أقل بكثير مما توقعه أي شخص. وبلغ اجمالى الذهب 20 مليار علامة من الذهب الاجنبى قيمتها 5 مليارات دولار امريكى أو مليار جنيه استرلينى. دفع التعويضات الألمانية التعويضات في عام 1931.
تبعت الحرب والمعاهدة تضخم شديد في أوائل عشرينيات القرن العشرين ، تسبب في دمار البنية الاجتماعية والاستقرار السياسي في ألمانيا. خلال هذا التضخم ، انهارت قيمة العملة الوطنية ، بابيرمارك، من 8.9 لكل دولار أمريكي واحد في عام 1918 إلى 4.2 تريليون دولار أمريكي لكل دولار بحلول نوفمبر 1923. سادت الازدهار 1923-1929، بدعم من القروض المصرفية الكبيرة من نيويورك.
ضرب الكساد العظيم ألمانيا بقوة ، ابتداء من أواخر عام 1929. لم تكن هناك قروض أمريكية جديدة. ارتفعت معدلات البطالة ، خاصة في المدن الكبرى ، مما غذى التطرف والعنف في أقصى اليمين واليسار ، حيث ضعف مركز الطيف السياسي. كانت ألمانيا قد دفعت حوالي ثلث تعويضاتها الحربية عندما تم تعليقها عام 1932 من قبل مؤتمر لوزان عام 1932 . أدى فشل البنوك الكبرى في ألمانيا والنمسا في عام 1931 إلى تفاقم الأزمة المصرفية العالمية.
لذا ، كما هو معروف ، كانت ألمانيا من بين الدول الأكثر تضرراً من الكساد العظيم ، لأن تعافيها وترشيدها للصناعات الرئيسية تم تمويله من خلال الإقراض الأجنبي غير المستدام. وكما هو مذكور ، فإن التزامات تعويضات الحرب قللت من نزعة الاستثمار ، ولعل الأهم من ذلك أن الحكومة نفذت سياسة تقشف صارمة أدت إلى الانكماش.
ومع بلوغ البطالة مستويات عالية جدا ، تراكمت لدى الاشتراكيين الوطنيين سلطة الحكومة وبدأوا في اتباع سياساتهم اللاإنسانية ضد الأقلية اليهودية واليسار السياسي والعديد من المجموعات الأخرى. بعد انتخابه ، قام الاشتراكيون الوطنيون بسلسلة من الخطوات السريعة لإلغاء الديمقراطية. كانت سياستهم التجارية في ألمانيا تتألف من نظام سياسة ذاتي يهدف إلى إلغاء جميع الواردات ، مثل المواد الغذائية ، التي يمكن استبدالها ببدائل محلية أو مواد خام للصناعات الموجهة نحو المستهلك. واعتبرت الواردات من خام الحديد وما شابه ذلك فقط ضرورية لأن الهدف الرئيسي للحكومة هو تعزيز القدرة الإنتاجية للمنتجات العسكرية. عانت كل من المجموعات الألمانية المضطهدة وغير المضطهدة من هذه السياسات التلقائية وتقييد التجارة.

## الاقتصاد النازي

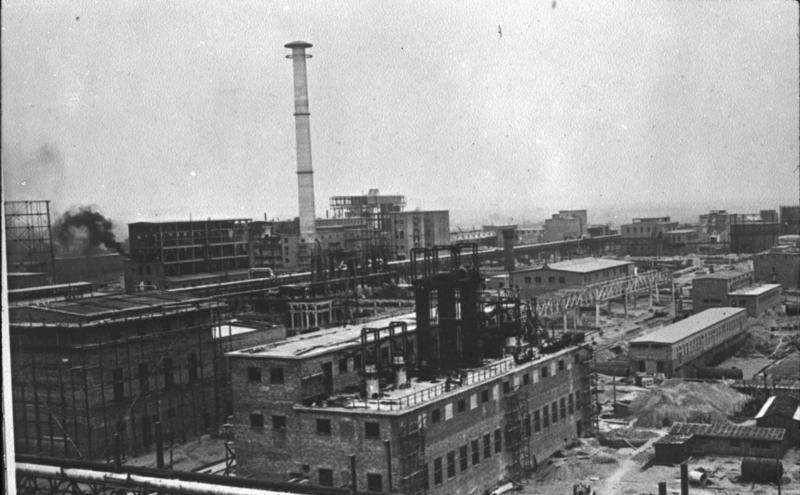
مصنع IG Farben في مونوفيتز (بالقرب من أوشفيتز) 1941.

في عهد هتلر (1933-1945)، وضعت الاقتصاد الازدهار الاحتباس الحراري، مع دعم الإعانات الحكومية العالية لتلك القطاعات التي تميل إلى إعطاء ألمانيا القوة العسكرية والاقتصادية الاكتفاء الذاتي، أي الاستقلال الاقتصادي من الاقتصاد العالمي. خلال الحرب نفسها كان الاقتصاد الألماني مستدامًا باستغلال الأراضي المحتلة والناس .
تم تدمير رأس المال المادي في الأراضي المحتلة من قبل الحرب ، وعدم كفاية إعادة الاستثمار والصيانة ، في حين أن القدرة الصناعية لألمانيا زادت بشكل كبير حتى نهاية الحرب على الرغم من القصف المكثف. (ومع ذلك ، فإن الكثير من هذه القدرة كان عديم الفائدة بعد الحرب لأنها متخصصة في إنتاج الأسلحة.) 
مع خسارة الحرب ، دخلت البلاد في الفترة المعروفة باسم Stunde Null ("Zero Hour")، عندما كانت ألمانيا مدمرة ، وكان يجب إعادة بناء المجتمع من الصفر.
كانت السنوات الأولى بعد الحرب العالمية الثانية سنوات من الدفن المرير للألمان. غادر سبعة ملايين من العمال القسريين إلى أراضيهم الخاصة ، لكن حوالي 14 مليون ألماني جاءوا من الشرق ، ويعيشون لسنوات في معسكرات سيئة. استغرق الأمر ما يقرب من عقد من الزمن لكي يعود جميع الأسرى الألمان. في الغرب ، انخفض الإنتاج الزراعي ، وانقطعت الإمدادات الغذائية عن شرق ألمانيا (التي يسيطر عليها السوفييت) وانتهت شحنات الأغذية المبتذلة من الأراضي المحتلة. انخفض مستوى المعيشة إلى مستويات لم تشهدها منذ قرن من الزمان ، وكان الطعام دائمًا قليلًا. التضخم المرتفع جعل المدخرات (والديون) تفقد 99 ٪ من قيمتها ، في حين أن السوق السوداء شوهت الاقتصاد. في الشرق ، سحق السوفيات المعارضين وفرضوا دولة بوليسية أخرى ، غالباً ما يستخدمون النازيين السابقين في ستاسي المخيفة. استخرج السوفييت حوالي 23٪ من إجمالي الناتج القومي لألمانيا الشرقية من أجل التعويضات ، بينما كان التعويض في الغرب عاملاً صغيراً.
الرجل الذي استفاد بالكامل من فرصة ألمانيا في فترة ما بعد الحرب كان لودفيغ إيرهارد، الذي كان مصمماً على تشكيل نوع جديد ومختلف من الاقتصاد الألماني. وقد أتيحت له الفرصة لمسؤولين أمريكيين وجدوه يعمل في نورمبرج، ورأى أن العديد من أفكاره تزامنت مع أفكارهم.

### الإنتاجية تتحسن
بعد عام 1950، تفوقت ألمانيا على بريطانيا في مستويات إنتاجية مقارنة للاقتصاد ككل ، كنتيجة في المقام الأول للاتجاهات في الخدمات وليس اتجاهات الصناعة. تم تبني خطة مارشال بشغف في ألمانيا الغربية كطريقة لتحديث إجراءات العمل والاستفادة من أفضل الممارسات ، في حين قاومت هذه التغييرات في بريطانيا. إن الريادة التاريخية لبريطانيا في إنتاجية قطاع خدماتها كانت تستند إلى اقتصادات الحجم الخارجي في اقتصاد متحضر بدرجة عالية مع توجه دولي. من ناحية أخرى ، كان انخفاض الإنتاجية في ألمانيا ناتجًا عن تخلف الخدمات بشكل عام ، خاصة في المناطق الريفية التي تضم قطاعًا أكبر بكثير. مع انخفاض العمالة الزراعية الألمانية بشكل حاد بعد عام 1950 بفضل المكننة ، حدثت عمليات اللحاق بالركب في الخدمات. وقد ساعدت هذه العملية على الزيادة الحادة في تراكم رأس المال البشري والمادية ، وسياسة الحكومة الداعمة للنمو ، والاستخدام الفعال لقطاع التعليم لخلق قوة عمل أكثر إنتاجية.

## اقتصاد السوق الاجتماعي
يصف الألمان بفخر اقتصادهم بأنه «اقتصاد السوق»، أو «اقتصاد السوق الاجتماعي»، لإظهار أن النظام الذي تطور بعد الحرب العالمية الثانية له بعد مادي واجتماعي أو إنساني. يشددون على أهمية مصطلح «السوق» لأنه بعد التجربة النازية كانوا يريدون اقتصادًا خالٍ من تدخل الدولة وهيمنتها. كان الدور الوحيد للدولة في اقتصاد ألمانيا الغربية الجديد هو حماية البيئة التنافسية من النزعات الاحتكارية أو احتكار القلة -بما في ذلك الميول الخاصة بها. ويشدد مصطلح «اجتماعي» لأن الألمان الغربيين أرادوا اقتصادًا لا يساعد الأثرياء فحسب ، بل يهتم أيضًا بالعمال وغيرهم ممن قد لا يستطيعون التعامل مع المطالب التنافسية الشديدة لاقتصاد السوق. تم اختيار مصطلح «اجتماعي» بدلاً من «اشتراكي» لتمييز نظامهم عن تلك التي تطالب الدولة بحقها في توجيه الاقتصاد أو التدخل فيه.
ما وراء هذه المبادئ لاقتصاد السوق الاجتماعي ، ولكن مرتبط به ، يأتي المفهوم الألماني الأكثر تقليدية ، وهو مفهوم أوردنونج ، والذي يمكن ترجمته مباشرة ليعني النظام ، ولكنه يعني في الحقيقة اقتصادًا ، والمجتمع ، والسياسة التي هي هيكلية وليست ديكتاتورية . أصر مؤسسو اقتصاد السوق الاجتماعي على أن دنكن في أوردينونغين - للتفكير في نظم النظام - كان ضروريًا. كما تحدثوا عن Ordoliberalism لأن جوهر هذا المفهوم هو أن هذا يجب أن يكون أمرًا يتم اختياره بحرية ، وليس أمرًا أمرًا.
بمرور الوقت ، بدأ مصطلح «اجتماعي» في اقتصاد السوق الاجتماعي يأخذ حياة خاصة به. لقد حرك الاقتصاد الألماني الغربي نحو نظام رعاية اجتماعية شامل أصبح أحد أغلى الأنظمة في العالم. علاوة على ذلك ، بدأت الحكومة الفيدرالية الألمانية الغربية والولايات (Länder ؛ sing. Land) في التعويض عن المخالفات في الدورات الاقتصادية والتغيرات في الإنتاج العالمي من خلال البدء في المأوى ودعم بعض القطاعات والصناعات. في خروج أكبر من تقاليد إيرهارد ، أصبحت الحكومة أداة للحفاظ على الصناعات القائمة بدلاً من قوة للتجديد. في السبعينيات ، اضطلعت الدولة بدور أكثر أهمية في الاقتصاد. خلال الثمانينيات ، حاول المستشار هيلموت كول تقليل دور الدولة ، ونجح في جزء منه ، لكن التوحيد الألماني أجبر الحكومة الألمانية مرة أخرى على لعب دور أقوى في الاقتصاد. وهكذا ، ظل التناقض بين المصطلحين «الاجتماعي» و «السوق» عنصراً للنقاش في ألمانيا.
بالنظر إلى التناقض الداخلي في فلسفته ، فإن الاقتصاد الألماني محافظ وديناميكي. إنه متحفظ بمعنى أنه يعتمد على جزء من التقاليد الألمانية التي تتصور بعض دور الدولة في الاقتصاد وموقفًا حذرًا تجاه الاستثمار والمخاطرة. إنه ديناميكي بمعنى أنه موجه نحو النمو - حتى لو كان هذا النمو بطيئًا وثابتًا وليس مذهلاً. يحاول الجمع بين مزايا نظام السوق وفضائل نظام الرعاية الاجتماعية.

## معجزة اقتصاديةوما بعدها
حصلت الإصلاحات الاقتصادية ونظام ألمانيا الغربية الجديد على دعم قوي من عدد من المصادر: صناديق الاستثمار في إطار برنامج الإنعاش الأوروبي ، المعروف أكثر باسم خطة مارشال؛ الحافز للصناعة الألمانية التي يوفرها تحويل الموارد الغربية الأخرى لإنتاج الحرب الكورية؛ والاستعداد الألماني للعمل بجد من أجل انخفاض الأجور حتى ارتفعت الإنتاجية. لكن المكون الأساسي للنجاح كان إحياء الثقة التي أحدثتها إصلاحات إيرهارد والعملة الجديدة.
لقد كان ازدهار ألمانيا الغربية الذي بدأ في عام 1950 أمرًا لا ينسى. بلغ معدل نمو الإنتاج الصناعي 25.0 في المائة في عام 1950 و 18.1 في المائة في عام 1951. استمر النمو بمعدل مرتفع في معظم الخمسينات ، على الرغم من التباطؤ العرضي. وبحلول عام 1960، ارتفع الإنتاج الصناعي إلى ضعفين ونصف ضعف المستوى الذي كان عليه عام 1950، وهو أعلى بكثير من المستوى الذي بلغه النازيون خلال ثلاثينيات القرن العشرين في كل ألمانيا. ارتفع الناتج المحلي الإجمالي بنسبة الثلثين خلال نفس العقد. ارتفع عدد الأشخاص العاملين من 13.8 مليون في عام 1950 إلى 19.8 مليون في عام 1960، وانخفض معدل البطالة من 10.3 في المائة إلى 1.2 في المائة.
استفاد العمل أيضا في الوقت المناسب من الطفرة. على الرغم من أن طلبات الأجور والزيادات في الأجور كانت متواضعة في البداية ، فقد ارتفعت الأجور والرواتب أكثر من 80 في المائة بين عامي 1949 و 1955، مواكبة النمو. أعطيت البرامج الاجتماعية في ألمانيا الغربية دفعة كبيرة في عام 1957، قبيل الانتخابات الوطنية ، عندما قررت الحكومة إطلاق عدد من البرامج الاجتماعية وتوسيع غيرها.
في عام 1957، اكتسبت ألمانيا الغربية بنكًا مركزيًا جديدًا ، وكان البنك الاتحادي الألماني، يُدعى عمومًا ببساطة البنك المركزي الألماني Bundesbank ، الذي خلف بنك البنك الاتحادي الألماني ومنحته سلطة أكبر بكثير على السياسة النقدية. وشهد ذلك العام أيضًا إنشاء (مكتب كارتل فيدرالي)، مصمم لمنع عودة الاحتكارات الألمانية والكارتلات. بعد ست سنوات ، في عام 1963، أنشأ البوندستاغ، مجلس النواب في البرلمان الألماني ، بناء على دعوة إيرهارد مجلس الخبراء الاقتصاديين لتقديم تقييمات موضوعية تستند إليها السياسة الاقتصادية الألمانية.
لم ينمو اقتصاد ألمانيا الغربية بسرعة أو بشكل ثابت في الستينيات كما كان في الخمسينيات ، ويرجع ذلك جزئياً إلى عدم إمكانية استمرار هذه الوتيرة ، ويرجع ذلك جزئياً إلى أن المعروض من العمالة الجديدة من ألمانيا الشرقية توقف بسبب جدار برلين، الذي بني في عام 1961، ويرجع ذلك جزئيا إلى أن البنك المركزي الألماني أصبح منزعجًا من ارتفاع درجة الحرارة المحتمل وتحرك عدة مرات لإبطاء وتيرة النمو. تم إقالة إيرهارد ، الذي خلف كونارد أديناور كمستشار ، من منصبه في ديسمبر عام 1966، إلى حد كبير - على الرغم من أنه لم يكن كليًا - بسبب المشاكل الاقتصادية في جمهورية ألمانيا الاتحادية. استعيض عن الائتلاف الكبير الذي يتألف من الاتحاد الديمقراطي المسيحي (اتحاد كريستل Demokratische - CDU)، الحزب الشقيق للاتحاد الاجتماعي المسيحي (Christlich-Soziale Union - CSU)، والحزب الديمقراطي الاجتماعي في ألمانيا (Sozialdemokratische Partei Deutschlands – SPD) تحت رئاسة كورت جورج كيسنغر من حزب الاتحاد الديمقراطي المسيحي.
تحت ضغط من التباطؤ، تخلت الحكومة الألمانية الغربية الجديدة التحالف الكبير الواسع ايرهارد في دعه يعمل التوجه. وزير الاقتصاد الجديد ، كارل شيلر، جادل بقوة في التشريع الذي من شأنه أن يمنح الحكومة الفيدرالية ووزارته سلطة أكبر لتوجيه السياسة الاقتصادية. في عام 1967، وافق البوندستاغ على قانون تعزيز الاستقرار والنمو ، المعروف باسم الوثيقة العظمى للإدارة الاقتصادية متوسطة المدى. وهذا القانون ، الذي لا يزال ساري المفعول ، على الرغم من أنه لم يطبق مرة أخرى على نحو نشط كما هو الحال في وقت شيلر ، ينص على تنسيق خطط الميزانية الفيدرالية والأراضي المحلية من أجل إعطاء السياسة المالية تأثيرًا أقوى. كما حدد القانون عددًا من الأهداف المتفائلة للمعايير الأساسية الأربعة التي تم من خلالها قياس النجاح الاقتصادي الألماني الغربي من الآن فصاعدًا: استقرار العملة ، والنمو الاقتصادي ، ومستويات التوظيف ، والتوازن التجاري. أصبحت هذه المعايير معروفة بشكل عام باسم magisches Viereck ، أو «المستطيل السحري» أو «المضلع السحري».
يتبع شيلر مفهومًا مختلفًا عن إرهارد. لقد كان واحدا من الألمان النازيين من أصل كينـزي، وقد أوصل إلى مهامه الجديدة قناعة لا تتزعزع بأن على الحكومة التزاماً وقدرة على تشكيل الاتجاهات الاقتصادية وللتخفيف من دورة العمل بل والقضاء عليها. كانت صيغة شيلر المختارة هي التوجيه العالمي ، وهي عملية لن تتدخل الحكومة من خلالها في تفاصيل الاقتصاد ، ولكنها ستضع مبادئ توجيهية واسعة من شأنها أن تعزز النمو غير المتسارع غير المتسارع.
ساعد نجاح شيلر في الائتلاف الكبير على منح الحزب الديمقراطي الاشتراكي نصرًا انتخابيًا في عام 1969 وفرصة لتشكيل حكومة ائتلافية جديدة مع الحزب الديمقراطي الحر (Freie Demokratische Partei - FDP) في عهد ويلي براندت. قام ائتلاف الحزب الديمقراطي الاجتماعي والحزب الديمقراطي الحر بتوسيع نظام الضمان الاجتماعي في ألمانيا الغربية ، مما أدى إلى زيادة كبيرة في حجم وتكلفة الميزانية الاجتماعية. نمت تكاليف البرامج الاجتماعية بأكثر من 10 في المائة في السنة خلال معظم فترة السبعينات من القرن الماضي ، مما أدى إلى إدخال التزام غير قابل للتغيير في الميزانية مما قلل من المرونة المالية (على الرغم من اعتقاد شيلر وغيره من الكينزيين بأنه سيكون له تأثير مضاد للدورة). عاد هذا إلى مطاردة شيلر وكذلك كل حكومة ألمانية منذ ذلك الحين. كان على شيلر أن يستقيل في عام 1972 عندما كانت اقتصادات ألمانيا الغربية والاقتصاد العالمي في حالة ركود ، وعندما بدا أن كل أفكاره لا تستطيع إحياء ازدهار ألمانيا الغربية. استقال ويلي براندت نفسه بعد عامين.
كان هلموت شميت، خليفة برانت ، مهتما بشكل كبير بالاقتصاد ، لكنه واجه أيضا مشاكل كبيرة ، بما في ذلك الارتفاع المفاجئ في أسعار النفط في 1973-1974 . انخفض الناتج المحلي الإجمالي لألمانيا الغربية في عام 1975 بنسبة 1.4 في المائة (بالأسعار الثابتة)، وهي المرة الأولى منذ تأسيس مجموعة FRG التي انخفضت بشكل حاد. كما انخفض الميزان التجاري لألمانيا الغربية مع انخفاض الطلب العالمي ومع تدهور معدلات التبادل التجاري بسبب ارتفاع أسعار البترول.
بحلول عام 1976، انتهى الأسوأ. استأنف نمو ألمانيا الغربية ، وبدأ معدل التضخم في الانخفاض. على الرغم من أن أياً منهما لم يصل إلى المستويات المواتية التي كان من المسلم به خلال الخمسينات وأوائل الستينات ، إلا أنه تم قبولها على أنها مقبولة بعد الاضطرابات التي حدثت في السنوات السابقة. بدأ Schmidt يعرف باسم Macher (achiever)، وحصلت الحكومة على إعادة الانتخاب في عام 1976. قاد نجاح شميدت هو وحزبه إلى الادعاء بأنهم قاموا ببناء شركة Modell Deutschland (النموذج الألماني).
لكن الاقتصاد مرة أخرى رفض ، وعلى الرغم من الجهود المبذولة لتحفيز النمو من خلال عجز الحكومة ، فشلت في الانتعاش بسرعة. ولم يتمكن شميدت وبوندسبنك إلا في منتصف عام 1978 من جعل الاقتصاد في حالة توازن. بعد ذلك ، استمر الاقتصاد في التوسع خلال عام 1979 ومعظم عام 1980، مما ساعد شميدت على إعادة انتخابه في عام 1980. غير أن هذا التحسن أثبت أنه غير متكافئ وغير مكرر ، حيث عادت مشاكل منتصف السبعينيات بسرعة. بحلول أوائل عام 1981، واجه شميدت أسوأ وضع ممكن: انخفض النمو وارتفعت البطالة ، ولكن التضخم لم يهدأ.
ضمن سياستها العامة ، كانت للحكومة الجديدة عدة أهداف رئيسية: تخفيض العجز الفيدرالي عن طريق خفض النفقات والضرائب ، وتخفيض القيود واللوائح الحكومية ، وتحسين مرونة وأداء سوق العمل. كما نفذت الحكومة سلسلة من إجراءات الخصخصة ، حيث بيعت ما يقرب من 10 مليارات مارك ألماني (من أجل قيمة المارك الألماني - انظر المسرد) في أسهم مؤسسات حكومية متنوعة مثل فيبا وأي.أون وفولكس فاجن ولوفتهانزا وزالتسغيتر. من خلال جميع هذه الخطوات ، انخفض دور الدولة في اقتصاد ألمانيا الغربية من 52 في المئة إلى 46 في المئة من الناتج المحلي الإجمالي بين عامي 1982 و 1990، وفقا لإحصاءات البنك الإتحادي.
ومع ذلك ، فقد ظل صحيحًا أيضًا أن النمو في ألمانيا الغربية لم يصل مرة أخرى إلى المستويات التي بلغها في السنوات الأولى للجمهورية الاتحادية. كان هناك انخفاض في معدل النمو منذ خمسينيات القرن العشرين ، وارتفاع في معدل البطالة منذ الستينيات ، وارتفاع تدريجي في التضخم باستثناء أثناء أو بعد الانكماش الشديد.
كما أظهرت الإحصاءات الاقتصادية العالمية انخفاضا في إنتاج وحيوية ألمانيا الغربية. فقد أظهروا أن حصة ألمانيا الغربية من إجمالي الإنتاج العالمي قد نمت من 6.6 بالمائة في عام 1965 إلى 7.9 بالمائة بحلول عام 1975. ولكن بعد اثني عشر عاما ، في عام 1987، انخفض إلى 7.4 في المئة ، ويرجع ذلك إلى حد كبير إلى النمو السريع في اليابان والدول الآسيوية الأخرى. حتى أن إضافة الناتج المحلي الإجمالي المقدر لألمانيا الشرقية السابقة في ذروتها قبل التوحيد لم يكن ليجلب حصة ألمانيا بالكامل من 8.2٪ بحلول عام 1989، وسوف يترك ألمانيا بكاملها بالكاد حصة أكبر من الإنتاج العالمي من ألمانيا الغربية وحدها التي وصلت إلى 15 قبل ذلك بسنوات.
في أواخر الثمانينيات فقط بدأ اقتصاد ألمانيا الغربية ينمو بشكل أسرع. وارتفع معدل نمو الناتج المحلي الإجمالي لألمانيا الغربية إلى 3.7 في المائة في عام 1988 و 3.6 في المائة في عام 1989، وهو أعلى مستوى في العقد. كما انخفض معدل البطالة إلى 7.6 في المائة في عام 1989، على الرغم من تدفق العمال من الخارج. وهكذا ، يبدو أن نتائج أواخر الثمانينيات تبرهن على ثورة جانب العرض في ألمانيا الغربية. وقد أدت تخفيضات معدل الضرائب إلى زيادة الحيوية والإيرادات. وعلى الرغم من أن العجز التراكمي في القطاع العام قد تجاوز مستوى 1 تريليون مارك ألماني ، كان القطاع العام ينمو بوتيرة أبطأ من ذي قبل.
كان عام 1989 هو العام الأخير لاقتصاد ألمانيا الغربية كمؤسسة منفصلة وقابلة للانفصال. منذ عام 1990، بدأت التشوهات الإيجابية والسلبية الناجمة عن إعادة توحيد ألمانيا، وبدأ الاقتصاد الألماني الغربي في إعادة توجيه نفسه نحو الاتحاد الاقتصادي والسياسي مع ألمانيا الشرقية. تحول الاقتصاد تدريجياً وبشكل مكثف من توجهه الأوروبي الغربي العالمي بالدرجة الأولى نحو تركيز مكثف بشكل متزايد على متطلبات وفرص التوحيد.

## إعادة توحيد ألمانيا وما بعدها
استثمرت ألمانيا أكثر من 2 تريليون دولار في إعادة تأهيل ألمانيا الشرقية السابقة مما ساعدها على الانتقال إلى اقتصاد السوق ، وتنظيف التدهور البيئي. بحلول عام 2011، كانت النتائج مختلطة ، مع بطء النمو الاقتصادي في الشرق ، في تناقض حاد مع النمو الاقتصادي السريع في كل من غرب وجنوب ألمانيا. كانت البطالة أعلى بكثير في الشرق ، وكثيراً ما تجاوزت 15٪. ويشير الاقتصاديون سنور وميركل (2006) إلى أن هذا الشعور بالضيق قد طال أمده بمساعدة اجتماعية واقتصادية من الحكومة الألمانية ، مشيرين بشكل خاص إلى المساومة بالوكالة ، ومعدلات البطالة العالية ومستحقات الرفاه ، وأحكام الأمان الوظيفي السخية.
كما تأخرت المراكز الصناعية القديمة في راينلاند وشمال ألمانيا أيضًا ، حيث تلاشت صناعات الفحم والصلب. كانت السياسات الاقتصادية موجهة بشدة نحو السوق العالمية ، وواصل قطاع التصدير قوته.